# Tonino Canu
Tonino Canu (Perfugas, 30 agosto 1932 – Sassari, 1º gennaio 1992) è stato un cantante italiano, è stato un esponente del canto sardo a chitarra, della seconda generazione.

## Biografia
Tonino Canu iniziò a cantare da giovanissimo grazie al fratello Salvatore che era un chitarrista, quest'ultimo poco dopo era emigrato in Francia. Tonino esordì di fronte al pubblico all'età di 19 anni a Sassari dove cantò con i colleghi Pietro Porqueddu e Mario Scanu, accompagnato alla chitarra da Emilio Oggiano. 
Artisticamente fu molto legato a Giuseppe Chelo, infatti con quest'ultimo e con l'aggiunta del chitarrista Pietro Fara costituirono il Terzetto Sardo e, nel 1961, realizzarono diverse incisioni discografiche la RCA italiana, a Roma e nel 1962 per la Fonit Cetra, a Torino. Nel 1963, con Antonio Meloni e con il chitarrista Peppino Doro formarono il “Trio Logudorese” ed incisero alcuni dischi per la Fonit-Cetra.
Nel 1966 e 1967 insieme a Leonardo Cabizza, il chitarrista Aldo Cabizza, fisarmonicista Antonio Ruju costituisce il “Quartetto Logudoro” e realizzano alcune incisioni con la IPM di Milano. 
Nel 1966 partecipa a una breve tournée in Francia nel dipartimento della Moselle dove gli verrà riconosciuto un premio da parte delle autorità consolari italiane.
A cavallo tra la fine degli anni '70 e l'inizio degli anni '80 ricopre la carica di Presidente dei cantadores e suonatori sardi e con Giuseppe Chelo e Aldo Cabizza forma il “Trio Folk”.